# 摩周駅
摩周駅（ましゅうえき）は、北海道川上郡弟子屈町朝日1丁目7-26にある、北海道旅客鉄道（JR北海道）釧網本線の駅である。駅番号はB64。事務管理コードは▲111609。

## 歴史
- 1929年（昭和4年）8月15日：鉄道省釧網本線標茶駅 - 弟子屈駅（→摩周駅）間開業にともない弟子屈駅として開業[4][5]。一般駅[2]。浜釧路機関庫弟子屈駐泊所及び人力転車台設置[6]。
- 1936年（昭和11年）9月：駅舎改築[7]。
- 1937年（昭和12年）10月30日：弟子屈駐泊所が釧路機関区標茶支区扱いとなる[7]。
- 1968年（昭和43年）4月1日：業務委託化[8]。直営駅に戻った時期は不明。
- 1982年（昭和57年）9月10日：貨物取扱い廃止[9]。
- 1984年（昭和59年）2月1日：荷物取扱い廃止[10]。
- 1987年（昭和62年）4月1日：国鉄分割民営化によりJR北海道に継承[2]。
- 1990年（平成2年）11月20日：摩周駅に改称。駅舎改築[11][12][5][13][1]。
- 2025年（令和7年）2月25日：自動券売機での切符の販売を終了[14]。

### 駅名の由来
旧駅名は所在自治体名から名づけられていたが、「全国的に知名度の高い『摩周湖』を生かしたネーミングにしたい」「知名度の高い町内の摩周湖から名を取り観光客増を」との目論見から弟子屈町がJR北海道に要望し、現駅名に改称された。

## 駅構造
2面3線の単式ホーム・島式ホームがある地上駅。かつては貨物ホームや多くの側線を有していた。ホーム間の移動は跨線橋で連絡する。
現駅舎は1990年（平成2年）に現駅名への改称と同時に改築されたもので、木造平屋建てである。総工費は8,300万円であり、うち4,500万円は弟子屈町が負担した。外観は「北欧風」であり、三角屋根で摩周岳の山並みを模している。
社員配置駅、みどりの窓口設置。釧網本線の運行管理も当駅で行っており、夜間滞泊も設定されている。駅舎内には地域の商店がキヨスクの代わりとして出店し、観光案内所も設けられている。

### のりば
| 番線 | 路線      | 方向 | 行先     |
| ---- | --------- | ---- | -------- |
| 1    | ■釧網本線 | 上り | 網走方面 |
| 2・3 | ■釧網本線 | 下り | 釧路方面 |

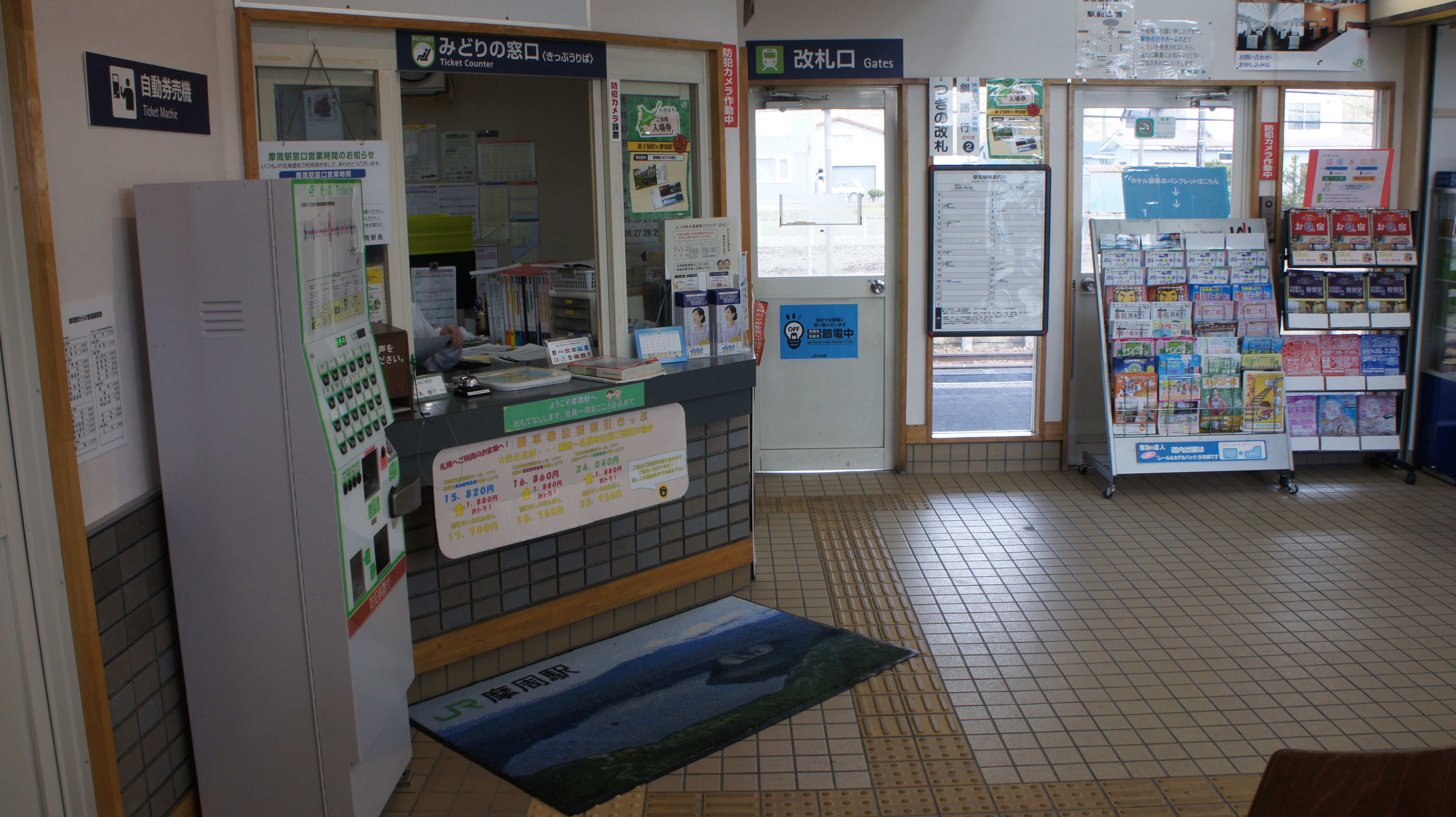
改札口（2018年5月）
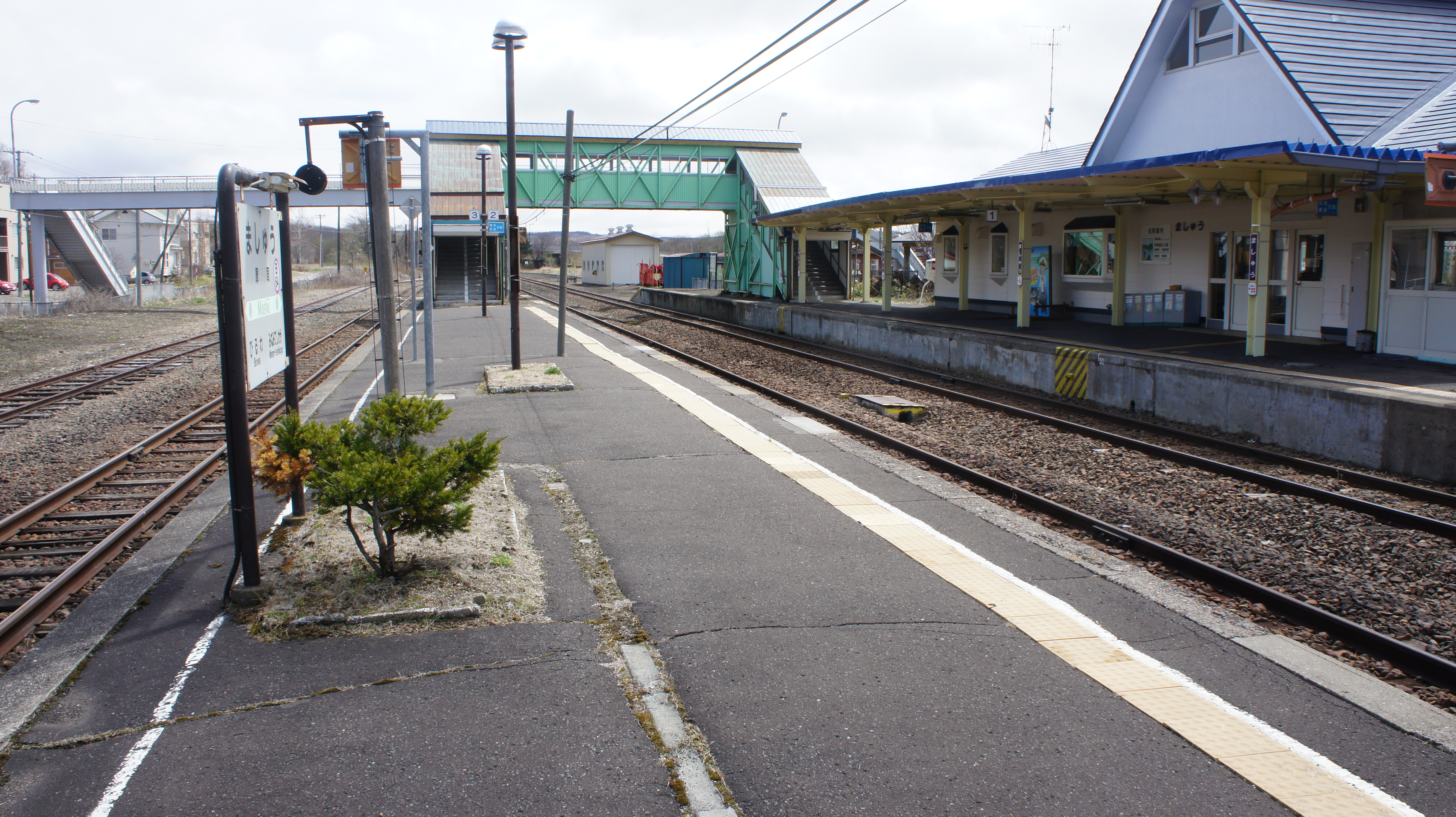
ホーム（2018年5月）
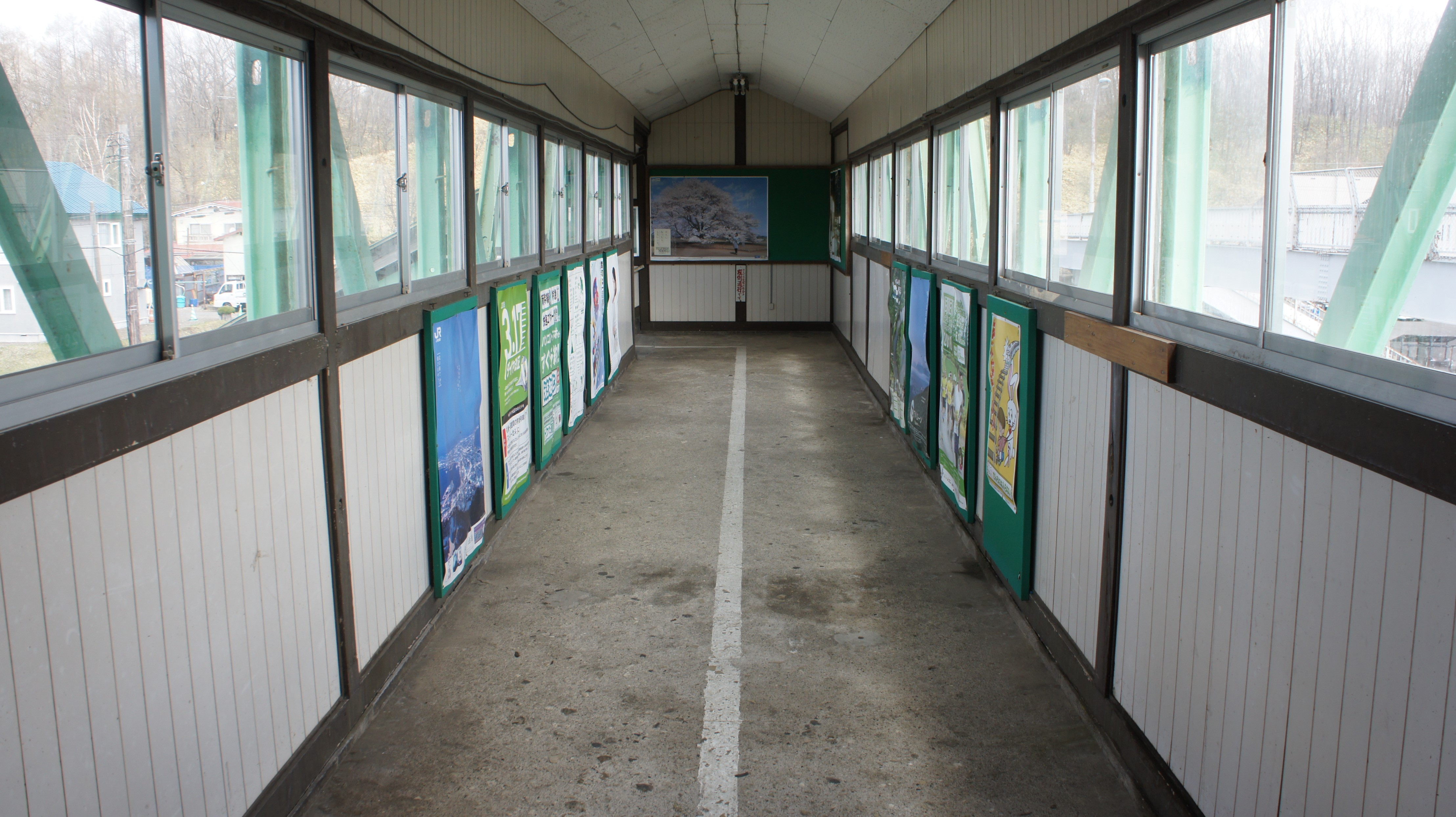
跨線橋（2018年5月）
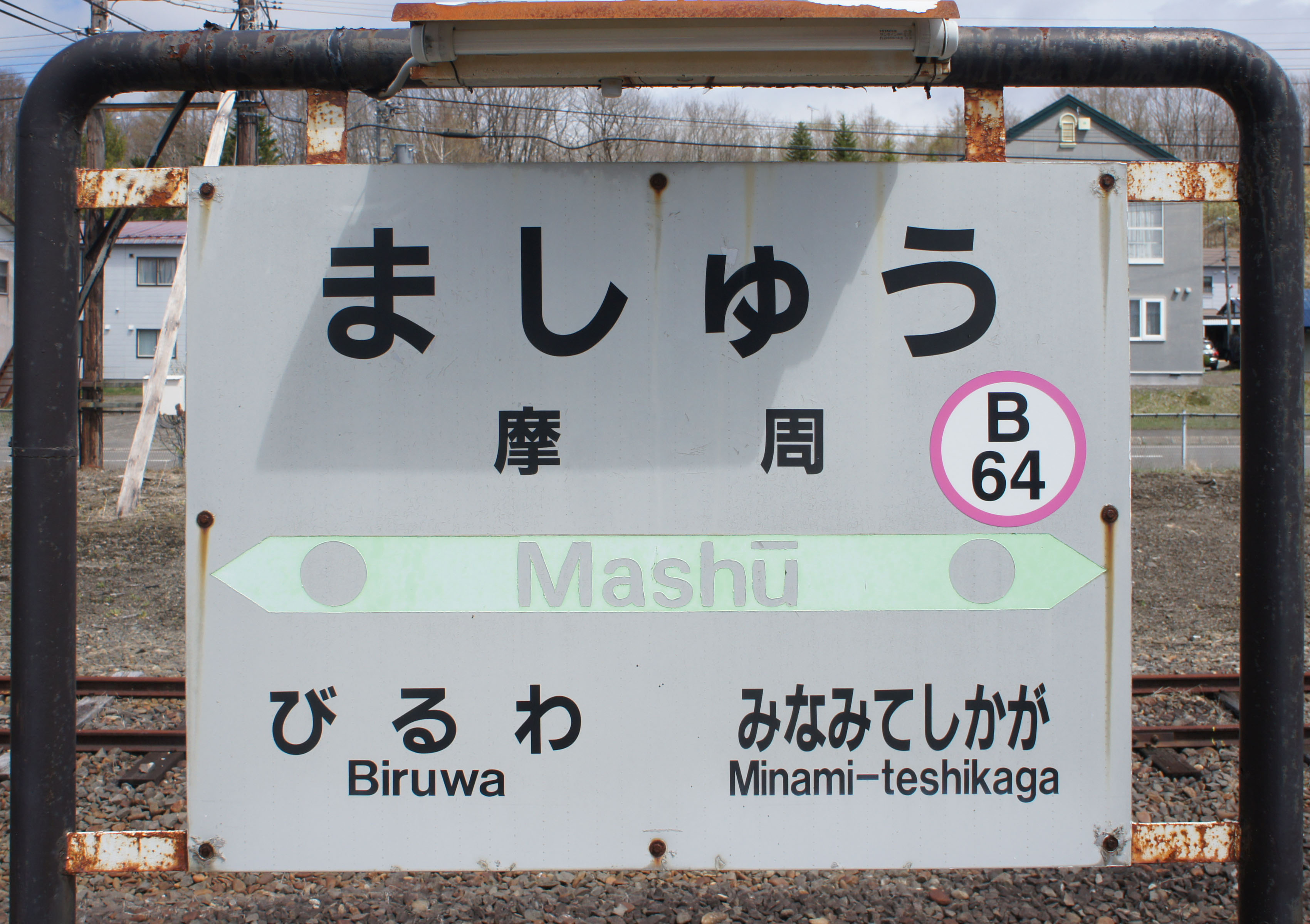
駅名標（2018年5月）
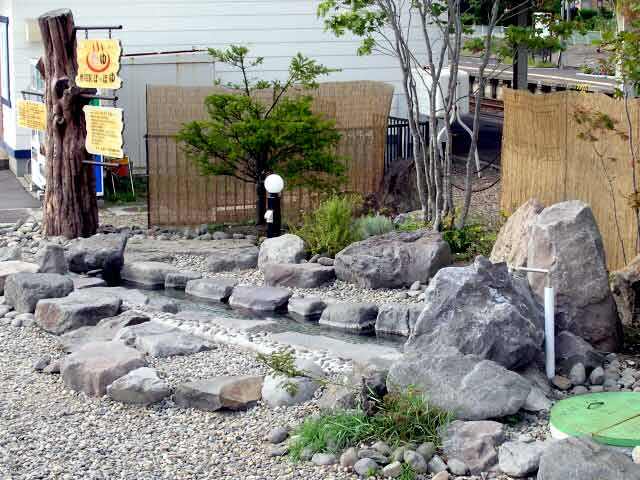
駅横の足湯（2004年9月）

## 駅弁
- 摩周の豚丼
- 摩周の牛丼
- 摩周のジンギスカン丼
  - 冬期は注文販売となり、5分程度待つこととなる。

1983年頃まではしいたけを使った駅弁が販売されていた。

## 利用状況
乗車人員の推移は以下のとおり。年間の値のみ判明している年については、当該年度の日数で除した値を括弧書きで1日平均欄に示す。乗降人員のみが判明している場合は、1/2した値を括弧書きで記した。
また、「JR調査」については、当該の年度を最終年とする過去5年間の各調査日における平均である。
| 年度               | 乗車人員 | 乗車人員 | 乗車人員 | 出典       | 備考 |
| 年度               | 年間     | 1日平均  | JR調査   | 出典       | 備考 |
| ------------------ | -------- | -------- | -------- | ---------- | ---- |
| 1978年（昭和53年） |          | 494      |          | [ 17 ]     |      |
| 2016年（平成28年） |          |          | 28.0     | [ JR北 1 ] |      |
| 2017年（平成29年） |          |          | 26.4     | [ JR北 2 ] |      |
| 2018年（平成30年） |          |          | 31.6     | [ JR北 3 ] |      |
| 2019年（令和元年） |          |          | 35.8     | [ JR北 4 ] |      |
| 2020年（令和02年） |          |          | 37.8     | [ JR北 5 ] |      |
| 2021年（令和03年） |          |          | 42.8     | [ JR北 6 ] |      |
| 2022年（令和04年） |          |          | 49.8     | [ JR北 7 ] |      |
| 2023年（令和05年） |          |          | 49.2     | [ JR北 8 ] |      |

## 駅周辺

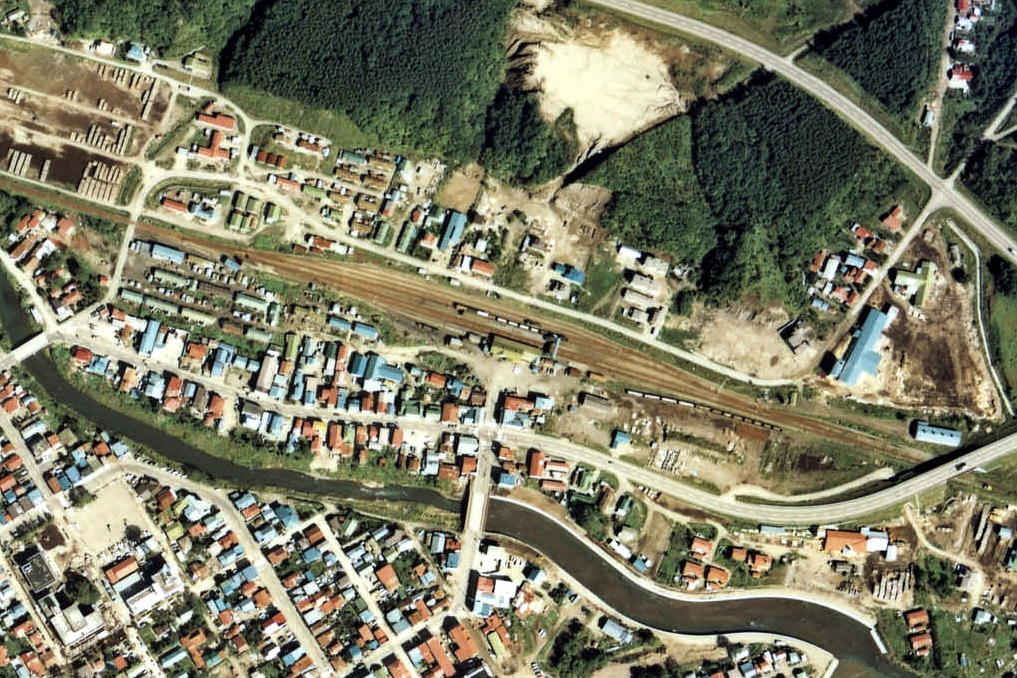
1977年の弟子屈駅（当時）と周囲約750×500m範囲。左が網走方面。相対式ホーム2面2線と駅裏側に副本線や留置線など4本、駅舎横網走側に貨物ホームと2本の引込み線、釧路側にストックヤードと2本の引込み線、そこから釧路側へ留置線が右の陸橋先まで伸びている。また、本線を挟んで駅裏側にも留置線が1本、陸橋まで伸びている。

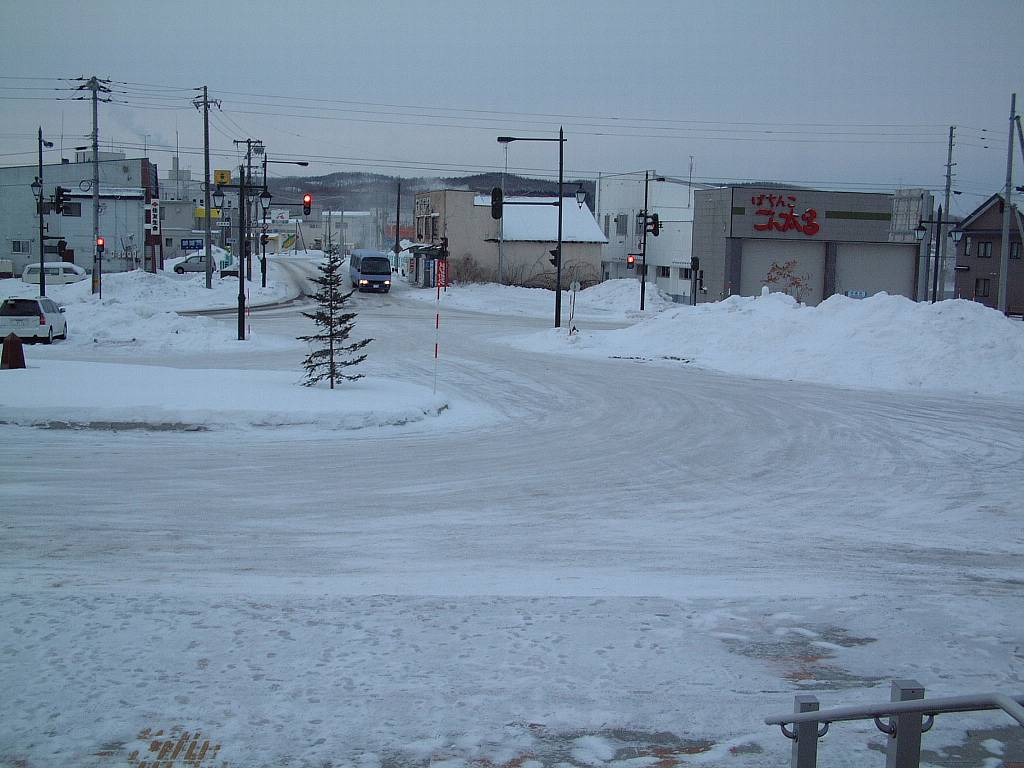
駅前の様子（2005年1月）

弟子屈町の中心駅になっており街なみがつづく。商店街には土産物店も並んでいる。駅前広場中央には摩周湖をイメージしたモニュメントが設置されており、夏期夜間は「摩周湖ブルー」にライトアップされる。駅横には源泉掛け流しの足湯「ぽっぽゆ」があるほか、駅舎内には飲用の温泉が引かれている。
- 北海道道717号札友内弟子屈停車場線、北海道道53号釧路鶴居弟子屈線
- 国道243号・国道241号・国道391号
- 道の駅摩周温泉
- 弟子屈町役場
- 弟子屈警察署
- 弟子屈郵便局
- 釧路信用金庫弟子屈支店
- 北洋銀行弟子屈支店
- 摩周湖農業協同組合（JA摩周湖）
- 摩周温泉
- 阿寒バス「摩周駅前」バス停[19]

## その他
映画『遥かなる山の呼び声』（主演　高倉健　倍賞千恵子　山田洋次監督　1980年3月15日公開）のクライマックスシーンで、網走刑務所に送られる前の田島耕作（高倉）に逢いに来た、風見民子（倍賞）と虻田太郎（ハナ肇）が乗り込んだ列車の車窓から見える駅でもある。

## 隣の駅
北海道旅客鉄道（JR北海道）
■釧網本線
美留和駅 (B65) - 摩周駅 (B64) - *南弟子屈駅 (B63) - 磯分内駅 (B62)
*打消線は廃駅

### JR北海道
1. ↑  「釧網線（東釧路・網走間）」（PDF）『線区データ（当社単独では維持することが困難な線区）』、北海道旅客鉄道、2017年12月8日。オリジナルの2017年12月9日時点におけるアーカイブ。2017年12月10日閲覧。
2. ↑  「釧網線（東釧路・網走間）」（PDF）『線区データ（当社単独では維持することが困難な線区）(地域交通を持続的に維持するために)』、北海道旅客鉄道株式会社、3頁、2018年7月2日。オリジナルの2018年8月19日時点におけるアーカイブ。2018年8月19日閲覧。
3. ↑  “釧網線（東釧路・網走間）” (PDF). 線区データ（当社単独では維持することが困難な線区）(地域交通を持続的に維持するために).   北海道旅客鉄道. p. 3 (2019年10月18日). 2019年10月18日時点のオリジナルよりアーカイブ。2019年10月18日閲覧。
4. ↑  “釧網線（東釧路・網走間）” (PDF). 地域交通を持続的に維持するために > 輸送密度200人以上2,000人未満の線区（「黄色」8線区）.   北海道旅客鉄道. p. 3 (2020年10月30日). 2020年11月2日時点のオリジナルよりアーカイブ。2020年11月2日閲覧。
5. ↑  “駅別乗車人員  特定日調査（平日）に基づく”.   北海道旅客鉄道. 2022年8月3日時点のオリジナルよりアーカイブ。2022年8月14日閲覧。
6. ↑  “駅別乗車人員  特定日調査（平日）に基づく”.   北海道旅客鉄道. 2022年9月3日時点のオリジナルよりアーカイブ。2022年9月3日閲覧。
7. ↑  “駅別乗車人員  特定日調査（平日）に基づく”.   北海道旅客鉄道. 2023年11月10日時点のオリジナルよりアーカイブ。2023年11月10日閲覧。
8. ↑  “駅別乗車人員  特定日調査（平日）に基づく”.   北海道旅客鉄道 (2024年). 2024年9月9日時点のオリジナルよりアーカイブ。2024年9月9日閲覧。